# Sihame El Kaouakibi
Sihame El Kaouakibi, née à Boom, le 9 juillet 1986, est une femme politique belge d'origine marocaine, entrepreneure sociale et militante pour les droits des jeunes. En 2009, elle fonde et dirige jusqu'en 2021 l'association Let's Go Urban (LGU) qui a pour but de favoriser l’insertion des jeunes défavorisés. Elle crée par la suite toute une myriade d'associations à caractère social. 
Grâce à son action et son charisme, elle devient un modèle d'intégration et plusieurs partis politiques essaient de la recruter. Elle choisit finalement le parti libéral Open Vld qui lui octroie un financement conséquent pour sa campagne électorale.
En 2019, elle est élue députée de l'Open Vld au Parlement flamand. 
À partir de 2021, elle se retrouve au cœur d'un scandale financier, mise en cause pour, entre autres, utilisation frauduleuse de subventions gouvernementales et de donations privées, faux et abus de confiance. On estime qu'environ un million d'euros ont été utilisés à des fins personnelles. Une demande de levée de son immunité parlementaire est formulée.
Menacée d'exclusion, elle quitte d'elle-même le parti Open Vld et continue de siéger au Parlement flamand comme députée indépendante.

## Biographie

### Jeunesse et formation
Sihame El Kaouakibi est née à Boom le 9 juillet 1986 dans une famille de sept enfants d'origine marocaine. Entre 2005 et 2008, elle suit une formation pédagogique à la Haute école Artesis (nl) à Anvers. Elle passe ensuite un master en sciences de l' éducation à la Vrije Universiteit Brussel entre 2008 et 2013. 

### Entrepreneuriat social
Sihame El Kaouakibi devient une entrepreneure sociale très active, développant des concepts pour des organisations, des institutions gouvernementales et des entreprises sur les thèmes de l'intégration, de l'emploi et de l'entrepreneuriat des jeunes, de l'innovation sociale et de l'urbanisation. 

#### Let's Go Urban
En 2009, elle fonde l'association sans but lucratif Let's Go Urban visant à favoriser l’insertion des jeunes défavorisés du Kiel, le quartier portuaire anversois. L'ASBL offre aux jeunes la possibilité d’exprimer leurs talents dans différents domaines artistiques ainsi que dans l’entrepreneuriat. Elle devient un exemple en Flandre dans le combat contre les inégalités sociales et reçoit de nombreux subsides des pouvoirs publics : la ville, la province, la police d’Anvers, la Région flamande et le Gouvernement fédéral ainsi que des dons de grandes entreprises privées,.  

#### Autres organisations
Elle crée ou est associée dans une série d'organisations à caractère social où l'on retrouve aussi des membres de sa famille et sa partenaire Erika Xuan Nguyen. Ces associations sont fortement imbriquées entre elles.  
- Point Urbain bv, société organisatrice d'expositions, d'événements et de restauration dans la Maison Jordaens (nl), fondée par Sihame El Kaouakibi et Erika Xuan Nguyen le 21 octobre 2016 ; déclarée en faillite le 16 février 2021 avec une dettes de 1,1 million d'euros[7],[8],[9].
- A woman's view vof, société de conseil qu'elle co-fonde avec son frère Youssef El Kaouakibi, le 14 mars 2014 [10]
- WeLoveBXL, entreprise sociale active à Molenbeek, fondée le 20 juillet 2017. Elle est choisie par le ministre Jan Jambon pour travailler avec les jeunes après les attentats de 2016, malgré l'avis de la plupart des acteurs de la vie sociale qui estiment qu'une organisation locale est plus apte à réussir[11],[12].
- WannaWork bv, agence de ressources humaines pour « jeunes talents à identités multiples », fondée le 5 décembre 2016 ; le nom 'WannaWork' est repris le 1er février 2021 par Vivaldis Interim, une agence d'interim du groupe Antwerp Copus NV [13], l'entreprise elle-même est déclarée en faillite le 1er juillet 2021 avec une dette de 510 000 euros[14] .
- WannaCatch bv, cabinet de conseil en branding et communication, fondé par Sihame El Kaouakibi en 2018, partenaire unique en juin 2020 du projet dit community building, un projet social de la zone de police d'Anvers (nl) visant à améliorer les relations entre les jeunes de la ville et la police[15]. Déclaré en faillite en 2022 [16].
- WannaChange bv, plateforme de formation pour les jeunes défavorisés, fondée en 2017 par Sihame El Kaouakibi et sa partenaire commerciale Erika Nguyen ; déclarée en faillite le 6 mai 2021[17].
- Wanna Taste
- NextGenIty (Next Generations in Inclusion & Diversity), agence d'études de marché pour les jeunes de 12 à 35 ans qui reflètent une réelle mixité sociale [18]
- Kaouayen Invest bv, société de conseil fondée par l'associée Erika Xuan Nguyen le 14 juillet 2020 dont le siège est à Maison Jordaens (nl)[19].
- Doi Doi, restaurant social inclusif de cuisine fusion asiatique, sur le modèle de Jamie Oliver ; fondée en 2017 en tant que spin-off de LGU et Point Urbain avec Erika Nguyen comme chef d'entreprise, abandonnée en 2019
- Youth & Urban Projects (arrêté en septembre 2014)[20].
- Tokomat, comm. v de Erika Xuan Nguyen[6]

### Divers mandats
Sihame El Kaouakibi est également membre du conseil d'administration de Mechelen Feest vzw jusqu'en mars 2017, du conseil d'administration de la Vlaamse Radio and Television Broadcasting Organisation (VRT), désignée par le parti politique Open Vld en 2014 et présidente de De Schoolbrug vzw, une association de parents et d'étudiants.
Sihame El Kaouakibi est membre de 2013 à 2018 de la commission des projets culturels de la province d' Anvers, sur recommandation du député N-VA Luk Lemmens (nl). Sur proposition d' Eric Antonis (nl), échevin de la culture et acteur du monde culturel de la ville, elle en devient présidente. Cette commission est amenée à se prononcer sur l'attribution de subventions pour des projets de Let's Go Urban et d'autres organisations concurrentielles.
Depuis 2014, Sihame El Kaouakibi est souvent sollicitée comme ambassadrice de la ville d'Anvers. Début 2017, elle devient une des onze nouveaux ambassadeurs de l'association Klimaatzaak. Depuis 2018, Sihame El Kaouakibi est également partenaire, à titre privé, du jury du City Marketing Fund, qui soutient financièrement les projets des acteurs qui valorisent le positionnement national et international de la ville d'Anvers.
En 2013, l'hebdomadaire Knack la classe parmi les trente femmes fortes qui ont changé le monde . 

### Engagement en politique
En 2019, Sihame El Kaouakibi rejoint le parti Open-Vld et se trouve en deuxième position sur la liste du parti pour les élections de 2019 au Parlement flamand dans la circonscription d'Anvers. Elle est élue avec plus de 10000 voix de préférence.  
Son parti participe à la coalition de gouvernement avec les nationalistes flamands de la N-VA et les démocrates-chrétiens du CD&V.
Au parlement régional, Sihame El Kaouakibi veut agir pour ce qu'elle appelle la liberté et la culture individuelles, l'inclusivité dans l'éducation et la lutte contre la discrimination, le sexisme et le racisme .
Elle se fait remarquer au Parlement flamand en allant à plusieurs reprises à l'encontre de la ligne de la majorité gouvernementale à laquelle appartient son parti. Dès son premier discours au parlement, elle déclare « ...j'ai évidemment beaucoup de mal avec certains points de l'accord de coalition » et en juin 2020, elle est la seule de la majorité à voter en faveur de la motion des partis sp.a, Groen et PvdA sur l'introduction des tests pratiques pour identifier les discriminations,.
En 2020, elle dénonce les agressions racistes et sexistes dont elle est victime sur les réseaux sociaux et appelle les femmes dans le même cas à utiliser le hashtag #WeesLuider, appel largement relayé,.
Au début de l'année 2021, elle prépare sa candidature aux élections communales de 2024, à Anvers, contre le bourgmestre sortant, Bart de Wever.

## Controverse

### Scandale financier
En février 2021 éclate l’affaire des détournements de subsides au sein des nombreuses associations constituées par Sihame El Kaouakibi et son associée, Erika Xuan Nguyen. Ces asbl d’aide à la jeunesse opèrent dans les quartiers défavorisés d’Anvers mais aussi à Molenbeek dans le cadre du Plan Canal élaboré au lendemain des attentats du 22 mars 2016. Trois administrateurs des associations dénoncent une comptabilité obscure et des transferts de fonds vers des sociétés au nom de Sihame El Kaouakibi. Le rapport d’audit indépendant qu'ils commandent met effectivement en évidence l’opacité des comptes et des transferts d'argent inexpliqués.
Début février 2021, Annemie Moens est nommée administratrice provisoire de Let's Go Urban. Son rapport préliminaire fin mars mentionne une « tromperie organisée » et de fausses factures visant à maquiller le détournement de subsides pour un enrichissement personnel. En réponse, Sihame El Kaouakibi déclare que la nomination d'un administrateur provisoire était une « tentative manifeste de diffamation » par « certains opposants qui essaient de me déstabiliser depuis un certain temps » et qu'on l'empêche de fournir des preuves cruciales,,. Selon son avocat, l'ancien ministre socialiste Johan Vande Lanotte, il n'y a pas eu d'enrichissement personnel ou de mauvaise utilisation des subsides malgré une « gestion financière bâclée [et] un manque de transparence interne ».
Le 5 février 2021, le parquet d'Anvers (nl) ouvre officiellement une enquête pénale et désigne un juge d'instruction. Parallèlement, la ville d'Anvers et la Région flamande enquêtent sur l'utilisation des subventions qu'elles ont accordées et la ministre fédérale de l’Intérieur Annelies Verlinden (CD&V) demande à l’Inspection spéciale des impôts de faire de même pour les subsides du Plan Canal ,,,. L’Inspection flamande des finances (nl) enquête sur toutes les subventions accordées à quatre associations sans but lucratif de Sihame El Kaouakibi (Let's Go Urban, WannaCatch, Wannawork et A Woman's View) au cours des dernières années. Le ministre-président flamand Jan Jambon (N-VA) déclare que le gouvernement récupèrera les montants utilisés illégalement. 
En juin 2021, l'organisation Let's Go Urban est déclarée en faillite, laissant une dette de 220 000 euros, sans tenir compte des subsides qui devront éventuellement être remboursés. 
L'Inspection flamande des finances (nl) rend son rapport le 25 octobre 2021 qui accuse « un abus systématique et symptomatique des flux de subventions ». Il s'agit généralement d'avances versées pour couvrir les frais des associations à but non lucratif de Sihame El Kaouakibi et d'autres personnes morales pour lesquelles des factures justificatives n'ont jamais été présentées.

### Dépenses électorales
Dans le même contexte, il apparaît que, lorsque Sihame El Kaouakibi est entrée à l'Open Vld, le parti lui a accordé 53 000 euros pour sa campagne aux élections de 2019, ce qui a provoqué beaucoup de ressentiment et de frustration au sein du parti libéral, notamment parmi les titulaires de mandat, les militants et la jeunesse, qui doivent généralement financer eux-mêmes leur campagne électorale. La direction du parti souligne que tout a été légal. Sur ces 53 000 euros, 20 000 ont été dépensés pour sa campagne personnelle, les 33 000 euros restants ont été payés pour un collaborateur personnel, ce qui n'est pas éligible comme dépense électorale. Elle a également facturé au parti 50 000 euros via son agence de communication pour réaliser des vidéos pour les réseaux sociaux de plusieurs candidats aux élections de l'Open Vld à Anvers ; 35 000 de ce montant sont allés à sa campagne personnelle, les 15 000 autres ont été utilisés pour la campagne commune d'Open Vld dans la province d'Anvers,,.

### Départ de l'Open VLD
Le 23 février 2021, le comité statutaire de l'Open Vld, sous l'impulsion du président du parti Egbert Lachaert, suspend Sihame El Kaouakibi comme membre du parti pour six mois,,. 
Après de nouvelles révélations de « tromperie organisée » et de factures falsifiées dans le rapport de l'administrateur provisoire de Let's Go Urban, Egbert Lachaert engage une procédure d'exclusion de Sihame El Kaouakibi auprès de la commission de discipline interne du parti le 31 mars 2021. Selon le président du parti, certains faits sont irréfutables et inconciliables avec les normes déontologiques du parti. « Sa gestion extrêmement négligente de l'argent des contribuables nuit à l'image du parti », déclare-t-il .
Le 8 avril 2021, Sihame El Kaouakibi démissionne de l'Open Vld. Cependant, elle continue à siéger en tant que députée indépendante au Parlement flamand. 

### Congé maladie
Sihame El Kaouakibi est absente du Parlement flamand depuis octobre 2020 pour cause de maladie, mais continue à percevoir à la fois son salaire complet et l'indemnité de dépenses. Cette situation suscite à la fois l'indignation de l'opinion publique et celle des personnes politiques. En juillet 2021, le Bureau élargi du Parlement flamand demande au cabinet d'avocats anversois Monard Law un avis juridique sur l'opportunité d'engager ou non un médecin-inspecteur et, le cas échéant, de modifier le statut parlementaire. Étant donné qu'il n'existe pas de relation de droit du travail employeur- employé entre le Parlement et le député - le seul véritable employeur d'un député est l'électeur - et que la rémunération des parlementaires est régie par la Constitution et relève donc de la compétence fédérale, le Parlement flamand décide à l'unanimité de suspendre l'indemnité de frais après 30 jours d'absence pour maladie. En conséquence, chaque député flamand, en l'occurrence également Sihame El Kaouakibi, ne percevra plus que 60% de son salaire total après un mois de maladie, ce qui correspond au régime général des employés,,.

### Vie privée
Sihame El Kaouakibi est en couple avec Erika Xuan Nguyen, qui est également son associée en affaires.

## Distinctions
- 2011 : « Anversoise de l'année », titre décerné pour la première fois par la chaîne de télévision ATV et Radio 2 [54]
- 2012 : Prix culturel flamand (nl) des arts amateurs [55]
- 2012 : Belgium's Outstanding Young Person, décerné par la Junior Chamber International (nl) aux jeunes entrepreneurs prometteurs [56]
- 2013 : Straffe Madam, proclamée par la centrale pour la politique culturelle socialiste Curieus (nl)[56]
- 2014 : Prix de la ville de la culture d'Anvers
- 2014 : 8e dans la liste Knack des immigrés les plus puissants et les plus influents de Belgique [57]
- 2014 : Baccalauréat honorifique de la Haute école Charlemagne (nl) [58]
- 2017 : Fellow à la Vrije Universiteit Brussel
- 2015 : Femme de l'année (Diwan Awards) [59]
- 2018 : Global Diversity Award, décerné par le cabinet de recrutement de cadres Stanton Chase [60]

## Publications
- (nl) #BELIEVE, Waarom iedereen zegt maar niemand echt gelooft dat jongeren de toekomst zijn, LannooCampus, 2013
- (nl) Coming In, Borgerhoff & Lamberigts, 2020 (ISBN 9789463932950)